# Naxışnərgiz
Naxışnərgiz è un comune dell'Azerbaigian situato nel distretto di Babək. 